# سيدي خليف
سِيدِي خَلِيف قرية تقع بولاية سيدي بوزيد من الوسط التونسي، على الطريق الجهوية رقم 73، شمال شرقي قرية فائض وشمال غربي مدينة أولاد حفوز. يقع غربيها جبل سيدي خليف.
1. ↑  "المناطق الترابية (العمادات) حسب الولايات والمعتمديات". اطلع عليه بتاريخ 2024-11-30.